# 18
 Тази статия е за осемнайсетата година от новата ера.  За числото осемнайсет вижте 18 (число).  За други значения вижте 18 (пояснение).
18 (осемнайсета) година е обикновена година, започваща в събота по юлианския календар.

## Събития

### В Римската империя
- Пета година от принципата на Тиберий Юлий Цезар Август (14-37 г.)
- Консули на Римската империя са Тиберий (3-ти път) и Германик (2-ри път).
- Суфектконсули стават Луций Сей Туберон, Марк Ливиней Регул, Марк Випстан Гал и Гай Рубелий Бланд.
- Германик поема длъжността на консул в Никополис и заминава на изток заедно с по-голямата част от семейството си. След като се установява в Сирия, той повежда част от подчинените си войски в Армения, за да коронова и утвърди като тамошен цар Арташес III.[1]
- Квинт Вераний, който е приближен на Германик, е назначен за първи управител на новата провинция Кападокия.[1]
- Отношенията между Германик и назначения да го съветва Гней Калпурний Пизон, който е управител на Сирия, са обтегнати от взаимни обвинения. Пизон открито критикува формалния си началник, че е приел корона, макар и само почетна, от партска посланическа делегация, а Германик от своя страна го обвинява, че не е изпратил обещаните допълнителни войски за мисията в Армения.[1]

### В Германия
- Вожда Марбод е прогонен от Катуалда и въстаналите маркомани. Той търси убежище при римляните и е задържан в Равена, защото император Тиберий разчита да го използва като удoбен инструмент срещу новия вожд на маркоманите, ако той се окаже враждебно настроен към империята.[2][1]

### В Тракия
- Раскупорис II, цар на западната част на тракийското царство, детронира и арестува своя племенник Котис III, който владее източната част. Бидейки владетел-клиент на Рим, Раскупор се оправдава за стореното пред императора с мним заговор срещу него. Тиберий му нарежда да предаде племенника си на пропретора на Мизия Латиний Пандуза. Вместо това Котис е убит, а Раскупор съден в Рим и наказан с изгнание в Александрия.[3][1]
- Тракийското царство отново е разделено като едната половина е поверена на Реметалк II (син на Раскупор), а другата на малолетните деца на Котис, за чиито регент е назначен бившия претор Тит Требелен.[3][1]

## Родени
- Юлия Ливила, дъщеря на Германик и Агрипина Старата († 42 г.)

## Починали
- Ирод Архелай, етнарх на Самария, Юдея, Идумея (роден 23 г. пр.н.е.)
- Улей, шанюй на хунну